# Endure and Survive
"Endure and Survive" es el quinto episodio de la primera temporada de la serie de televisión de drama postapocalíptico estadounidense The Last of Us. El episodio fue escrito por el cocreador de la serie Craig Mazin y dirigido por Jeremy Webb. Se lanzó en línea en HBO Max y HBO on Demand el 10 de febrero de 2023, antes de su transmisión en HBO el 12 de febrero. En el episodio, Joel (Pedro Pascal) y Ellie (Bella Ramsey) acuerdan escapar de Kansas City, Missouri, con Henry (Lamar Johnson) y su hermano Sam (Keivonn Montreal Woodard), quienes están siendo perseguidos por la líder de los bandidos Kathleen (Melanie Lynskey) y su segundo al mando Perry (Jeffrey Pierce).
El episodio se filmó principalmente en abril de 2022. Se construyó un set completo en un terreno baldío en nueve semanas para usarlo en una secuencia de acción en el episodio. Filmada durante cuatro semanas, la secuencia utilizó alrededor de 70 actores vestidos por 70 artistas protésicos. "Endure and Survive" introdujo un "hinchado", una criatura mutada significativamente más grande y más fuerte que la mayoría de los otros infectados; el disfraz fue construido usando prótesis y luego enfatizó usando efectos visuales.
El episodio recibió críticas positivas, con elogios por su escritura, dirección, cinematografía y actuaciones de Johnson, Woodard, Lynskey y Ramsey. Fue visto por 11,6 millones de espectadores en tres días. El episodio recibió varias nominaciones en los 75º Premios Emmy de las Artes Creativas Primetime, incluidas para Johnson, Lynskey y Woodard, y los editores Timothy A. Good y Emily Mendez ganaron el premio a la Edición de Imagen Destacada.

## Trama
Después de que un movimiento de resistencia derroca al gobierno y toma el control de Kansas City, Missouri, su líder Kathleen Coghlan se propone encontrar a Henry Burrell, a quien culpa por la muerte de su hermano Michael. Henry y su hermano sordo Sam se refugian con el anciano contrabandista Edelstein, quien no regresa de un viaje de exploración diez días después. Los hermanos localizan a Joel y Ellie, quienes aceptan ayudarlos a escapar. Kathleen le confía a su segundo al mando, Perry, que Michael le había dicho que perdonara a Henry antes de su ejecución, pero ella jura venganza de todos modos. Perry está de acuerdo.
Henry le revela a Joel que era un colaborador de FEDRA antes de la revolución, lo que enfurece a Joel. Propone utilizar los túneles abandonados bajo la ciudad para evitar a los seguidores de Kathleen. Joel acepta con vacilación mientras Ellie continúa estrechando vínculos con Sam. Henry admite que traicionó a Michael para obtener medicamentos para la leucemia de Sam. Después de salir de los túneles, un francotirador acorrala al grupo en un callejón sin salida. Joel lo mata, pero no antes de alertar a Kathleen, quien llega con una milicia armada. Mientras Kathleen se prepara para matar a Henry, un camión dañado se estrella contra el suelo y libera una multitud masiva de infectados, incluido un espécimen fuertemente mutado conocido como "bloater" que destroza a Perry. Joel proporciona fuego de cobertura mientras Ellie rescata a Sam y Henry. Kathleen los acorrala, pero es emboscada y mutilada hasta la muerte por un clicker infantil. Joel, Ellie, Sam y Henry huyen mientras los infectados se dirigen hacia la ciudad.
Más tarde esa noche, en un motel, Henry acepta la invitación de Joel para unirse a él y a Ellie en Wyoming. Sam le revela a Ellie que un infectado lo mordió durante el ataque. Ellie esparce su sangre sobre la mordedura de Sam, esperando que lo cure. Ella promete quedarse con él toda la noche, pero sin darse cuenta se queda dormida. A la mañana siguiente, Sam está infectado y la ataca, lo que lleva a Henry a dispararle con el arma de Joel. Horrorizado por sus acciones, Henry se dispara. Joel y Ellie entierran a los hermanos, y Ellie deja una disculpa escrita en la tumba de Sam antes de irse con Joel.

## Producción

### Concepción y escritura

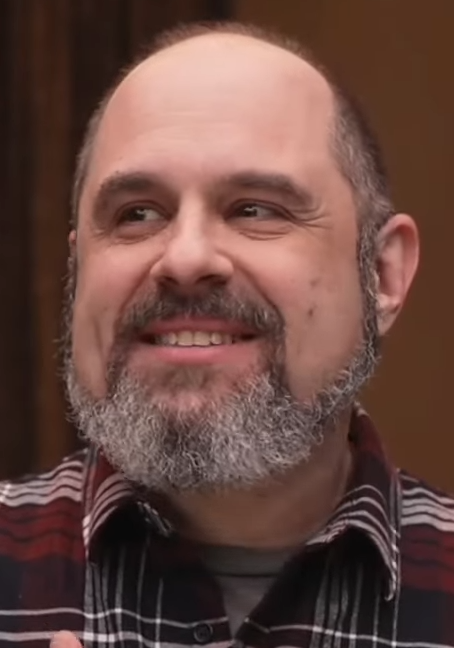
El episodio fue escrito por el cocreador de la serie Craig Mazin.

"Endure and Survive" fue escrita por Craig Mazin y dirigida por Jeremy Webb.  El Sindicato de Directores de Canadá reveló que Webb dirigiría la serie en enero de 2022.  Rotten Tomatoes reveló el título del episodio en enero de 2023.  Los cocreadores de la serie The Last of Us, Mazin y Neil Druckmann, el último de los cuales escribió y codirigió el videojuego en el que se basa la serie, encontraron que las diferentes perspectivas de la serie de televisión brindaban una oportunidad para explorar la historia de fondo de Kansas City (un reemplazo de Pittsburgh del juego) y mostrar las historias detrás de la violencia, cuyas consecuencias Joel y Ellie descubren en el juego.
Los escritores querían honrar al personaje invisible del juego, Ish (que construyó una comunidad en túneles debajo de la ciudad), pero descubrieron que no podían representarlo adecuadamente en el episodio y optaron por referencias breves. Mazin consideró que un episodio independiente centrado en Ish podría haber funcionado, pero encontró que la narración ambiental era más efectiva. Los escritores entendieron que la secuencia del francotirador del juego no se habría traducido bien a la televisión y decidieron hacer del tirador un anciano para añadir tristeza a la escena. Durante una reunión con Druckmann y Webb en Santa Mónica, California, Mazin se dio cuenta de que la secuencia de acción completa sería más efectiva de noche (en lugar de día, como en el juego), ya que se mejorarían sus efectos visuales y el escalofrío de los infectados. Los créditos del episodio utilizan la canción "Fuel to Fire" de Agnes Obel,  que posteriormente ocupó el quinto lugar en la lista Top TV Songs de Billboard de febrero, con 378.000 reproducciones y 1.000 descargas.

### Reparto y personajes
La elección de Lamar Johnson y Keivonn Montreal Woodard como Henry y Sam se anunció en agosto de 2021.   Johnson recordó que su proceso de casting se llevó a cabo rápidamente: envió su cinta de audición el lunes, recibió el papel el miércoles, partió hacia el set el sábado  y comenzó a filmar el miércoles.  Había jugado el juego y quería evitar imitar la interpretación original debido a su impacto.   Estaba nervioso por el papel debido a la importancia del personaje, pero descubrió que su nerviosismo lo impulsó a desafiarse a sí mismo. Mazin proporcionó información a Johnson sobre la historia de Henry para ayudarlo a comprender el personaje.  Johnson sintió que Henry estaba herido por sus propias acciones contra Michael, pero Sam era en última instancia más importante para él.  Mazin y Druckmann tuvieron varias discusiones largas sobre el destino de Henry y consideraron muchas alternativas, pero finalmente consideraron su suicidio, como en el juego, reflejando que no le quedaba nada después de la muerte de Sam. Johnson encontró las escenas finales emocionalmente agotadoras debido a su relación con Woodard;  él "trató de ser lo más presente y auténtico posible" ya que consideraba que era la escena más importante e icónica de los personajes,  y sintió que Pedro Pascal hizo lo mismo frente a él como Joel.  Se le permitió experimentar con la escena, incluyendo la interpretación de líneas similares al juego;  quería retratar la conmoción y la confusión de Henry ante los acontecimientos repentinos.  Johnson creía que la decisión final de Henry fue unirse a Sam, ya que sentía que probablemente eran religiosos.  Recordó haber llorado detrás de la cámara con Webb durante la escena final de Ellie con Sam. 
Bella Ramsey, quien interpreta a Ellie, sintió que Sam resaltaba la energía infantil de Ellie, algo que en gran medida atribuyeron a Woodard. Mazin escribió a Sam como sordo (un cambio respecto del juego) para evitar que su relación con Henry pareciera repetitiva de la de Ellie con Joel, que según él se habría enfatizado debido a las diferentes perspectivas de la serie. Había estado viendo la serie de televisión This Close (2018-2019), que sigue a dos personajes sordos, y sintió que podría haber influido en su decisión. Descubrió que esto introducía automáticamente intimidad en las escenas debido a su tranquilidad, lo que contrastaba con la naturaleza habladora de Ellie. Druckmann se sintió atraído instantáneamente por la idea y deseó haberla incluido en el juego. Mazin contrató a la cocreadora de This Close, Shoshannah Stern, para revisar los guiones.  El equipo de producción tuvo dificultades para elegir a Sam; se encontraron con un mínimo de candidatos.  En febrero de 2021, Mazin distribuyó un llamado a casting para un niño de entre 8 y 14 años que fuera sordo, negro y competente en lenguaje de señas estadounidense (ASL) o lenguaje de señas afroamericano; Deaf West Theatre confirmó que esto era para el personaje de Sam.  Había esperado recibir alrededor de 80 audiciones, pero finalmente obtuvo alrededor de cinco, incluida Woodard;  Fue su primer papel como actor. 
Mazin sintió que la leucemia de Sam era una parte más importante de su historia que su sordera. CJ Jones, a quien Mazin conoció a través de Stern, actuó como enlace de Woodard con el equipo y ayudó a enseñar lenguaje de señas al elenco y al equipo; Johnson comenzó a aprender el idioma a través de Zoom poco después de llegar a Calgary,  y pasó su tiempo fuera del set aprendiendo el idioma.  No quería que los espectadores pensaran que su conocimiento del idioma era falso, y consideró que su actuación era importante para la representación de los sordos.   Sintió que pasar tiempo con Woodard durante la producción le permitió comprender mejor el lenguaje; a veces Woodard corregía sus errores en las escenas.  Ramsey aprendió de manera similar ASL durante la producción. La edad de Sam se redujo en el juego para permitirle admirar a Ellie; Mazin sintió que esto justificaba su revelación de su mordedura a Ellie, lo que no ocurre en el juego. Al retratar la valentía de Sam, Woodard recordó sus propias experiencias cuando le dijeron que se mantuviera valiente después de que murió su padre.  Johnson y Woodard trabajaron en la serie durante dos meses y medio.
Mazin y Druckmann no querían que personajes como Kathleen parecieran personajes no jugadores de un videojuego, y optaron por darles historias completas para humanizarlos y justificar sus acciones. Consideraron que añadir una conexión entre Kathleen y Henry (y, por extensión, con Joel y Ellie) hacía que las historias fueran más efectivas y justificaba las diferentes perspectivas. Mazin quería que la muerte de Kathleen representara la noción de acciones violentas que tienen fines violentos, y Druckmann sintió que su obsesión con la justicia la llevó a distraerse de su propia supervivencia. Melanie Lynskey sabía del destino de Kathleen cuando aceptó el papel. Le resultó fácil filmar la escena gracias a la coordinación del equipo, que la había estado planeando durante semanas.  A Mazin le pareció importante que Kathleen fuera asesinada por un niño, ya que minutos antes le había dicho a Henry que los niños mueren todo el tiempo. Lynskey grabó los sonidos de su muerte como reemplazo automático de diálogo (ADR); Mazin y Druckmann la dirigieron para que "sonara como si alguien le estuviera arrancando la garganta".  El marido de Lynskey, Jason Ritter, tuvo una aparición especial como una criatura infectada. 
Jeffrey Pierce sintió que Perry estaba enamorado de Kathleen, lo que motivó varias de sus acciones.  Consideró que el sacrificio de Perry fue desinteresado, ya que permitió que Kathleen escapara  y pensó que reflejaba el deseo constante de Perry de ser un héroe.  Mazin le había dicho a Pierce anteriormente que "iba a tener la mejor muerte de toda la temporada".  Pierce interpretó un papel similar al de un rōnin de una película de Akira Kurosawa y vio su muerte como una honorable "muerte de samurái", sacrificándose por la mujer que ama.

### Rodaje
"Endure and Survive" se filmó principalmente en abril de 2022, poco antes de que finalizara la producción del final de temporada.  Eben Bolter trabajó como director de fotografía del episodio.  Johnson y Woodard estuvieron en el set en Calgary el 23 de marzo de 2022.    El aula y los túneles se construyeron en el sótano debajo de la antigua cervecería Inglewood en Calgary; el diseñador de producción John Paino y su equipo disfrutaron de la "humedad" que tenía.   El equipo mapeó la sala con escaneo láser para permitir que el equipo de efectos visuales ampliara los pasillos.  La producción se llevó a cabo en los alrededores del Calgary Courts Centre y Victoria Park en mayo.   Pascal y Ramsey fueron vistos en el set de Calgary en mayo, seguidos unos días después por vehículos militares que representaban a FEDRA.
La secuencia de acción requirió una planificación significativa (Bolter estimó que alrededor del 80% de la planificación del episodio se centró en la escena) y se filmó en cuatro semanas; aproximadamente una semana y media se dedicó a la horda de infectados que surgía del suelo.  La secuencia fue una de las pocas de la serie preparada en un storyboard debido a la combinación de elementos como pirotecnia y efectos visuales, que presentaban peligros potenciales.  El barrio se construyó en un terreno vacío cerca del Centro de Cine de Calgary para permitir el control total de los importantes efectos especiales requeridos.  : 34:50 Los modelistas crearon versiones a escala del área basándose en escaneos Lidar de Kansas City,  y se tomaron como referencia el juego y los vecindarios reales de Kansas City.  : 34:50 El proceso de construcción de nueve semanas,  dirigido por Paino, el director artístico Don Macaulay y el coordinador de construcción Donadino Valentino Centanni,  : 34:50 implicó la elaboración de caminos de asfalto, pavimentación de grava, arreglo de vehículos dañados y construcción de frentes y costados de trece casas;  contrataron a varios constructores de viviendas para la construcción.  : 34:50 El edificio de tres pisos del francotirador  se inspiró en la pintura Casa junto al ferrocarril (1925) de Edward Hopper y en la residencia Bates de Psicosis (1960). El interior estuvo envejecido durante dos semanas con agua, y la nieve y el hielo de Calgary agregaron más daño por agua, lo que Paino agradeció. 
Webb citó Rescatando al soldado Ryan (1998) como inspiración para algunas de las tomas de la secuencia, particularmente desde la perspectiva de Joel en la casa o la de Ellie en la calle. Para Joel se utilizó una cámara con mira telescópica y tres cámaras portátiles para seguir la secuencia de acción desde el suelo, con teleobjetivos "para comprimir el espacio, para que pareciera aterrador, cinematográfico y real".  Las tomas del camión chocando contra la casa y la explosión posterior sólo pudieron filmarse una vez.  Bolter tuvo dificultades para iluminar la secuencia.  Las luces de la calle ubicadas a dos cuadras de distancia se apagaron para permitir que Bolter diseñara completamente la iluminación. Se inspiró en los estadios al rodear el escenario con retroiluminación e iluminación desde arriba con luz ambiental.  Troy Baker, quien interpretó a Joel en los videojuegos y a James en la serie de televisión, visitó el set mientras estaba en la ciudad para una convención.  Las escenas finales en el motel se filmaron en Nanton, Alberta.  El episodio completó su producción en las primeras horas del 11 de junio, marcando el último día de fotografía principal de la temporada,   dos días más tarde de lo programado originalmente.

### Prótesis y efectos visuales
Barrie y Sarah Gower lideraron los equipos de prótesis de la serie. Se utilizaron alrededor de 60 actores en la multitud infectada, y entre 10 y 15 llevaban máscaras de clicker,  todas elaboradas por 70 artistas protésicos;  aplicaron prótesis a unas 30 personas en cada turno de tres horas.  El proceso de maquillaje comenzó alrededor de las 3:00 pm para prepararse para el rodaje, que comenzó a las 9:00 pm  Debido a la cantidad de infectados en el episodio, el equipo de producción trabajó con Terry Notary para coordinar sus movimientos; él montó un campo de entrenamiento para preparar a los actores para el papel.  El clicker infantil, diseñado por el artista de Naughty Dog Hyoung Taek Nam, quien originalmente diseñó los clickers para el juego, fue interpretado por una joven actriz contorsionista, Skye Belle Cowton;  Se combinaron prótesis y efectos visuales para crear la criatura. Mazin insistió en que Cowton usara una camiseta de Las pistas de Blue para contrastar la inocencia y el horror. 
El equipo de efectos visuales consultó con Mazin y Druckmann para enfatizar sus rasgos infantiles, agregando coletas y mostrando más de su rostro.  Dieciséis equipos de efectos visuales trabajaron en la secuencia de acción; mientras que la temporada tuvo un promedio de 250 tomas de efectos visuales por episodio, "Endure and Survive" tuvo alrededor de 350 a 400.  Wētā FX creó los efectos visuales de los infectados;  se añadieron entre 50 y 70 infectados a la horda mediante efectos visuales.  Mazin comparó a los infectados que emergen del suelo con una colonia de hormigas, así como una escena de duendes en las minas en El Señor de los Anillos: La Comunidad del Anillo (2001), que consideró aterradora.

## Recepción

### Transmisión y audiencia
El episodio se lanzó en línea en HBO Max y HBO on Demand el 10 de febrero de 2023, antes de su transmisión por televisión para evitar conflictos con el Super Bowl LVII. Se emitió en HBO en su franja semanal el 12 de febrero.  El episodio tuvo 11.6 millones de espectadores en Estados Unidos en su primer fin de semana, incluyendo espectadores lineales y transmisiones en HBO Max.  En televisión lineal tuvo 382.000 espectadores, con un 0,09% de cuota de pantalla.

### Respuesta crítica
En el agregador de reseñas Rotten Tomatoes, "Endure and Survive" tiene un índice de aprobación del 95 por ciento basado en 38 reseñas, con una calificación promedio de 9.1/10. El consenso crítico del sitio web calificó el episodio como "un recordatorio aleccionador de lo implacable que puede ser este mundo apocalíptico".  IndieWire nombró a "Endure and Survive" como el séptimo mejor episodio de televisión de 2023; Ben Travers elogió su representación del amor y la pérdida en medio de un régimen autoritario.
Las actuaciones de Johnson, Woodard, Lynskey y Ramsey recibieron elogios especiales.    Bernard Boo de Den of Geek calificó la reacción de Ramsey a la muerte de Henry como "totalmente desgarradora",  y Bradley Russell de Total Film encontró que su actuación digna de un premio durante todo el episodio hizo que el momento fuera más efectivo.  TVLine nombró a Johnson con una mención honorífica como Artista de la Semana;  Simon Cardy de IGN elogió su actuación emocional en su escena final,  y Russell sintió que la ingenuidad del papel de Woodard intensificó la narrativa.  Boo pensó que las actuaciones de Lynskey y Pierce transmitían efectivamente la devoción de Perry por Kathleen.  David Cote, del AV Club encontró que el discurso de Lynskey "se acerca peligrosamente al bando del fin de los tiempos". 